# Čistý jazyk
Čistý jazyk (angl. Clean Language) v psychologii je terapeutická a koučovací metoda vedení rozhovoru prostřednictvím pokládání speciálně tvořených otázek. Jejich cílem je směřování pozornosti klienta z oblasti problémů do oblasti jejich řešení za předpokladu zachování celistvosti jeho vnímání. Základními informačními celky, které jsou zkoumány pomocí otázek Čistého jazyka, jsou individuální autogenní metafory. Otázky jsou kladeny způsobem, který nedovoluje terapeutovi zkreslovat klientovy informace vlastními domněnkami, předpoklady a interpretacemi, proto se Čistý jazyk řadí mezi tzv. nemanipulativní metody.
Kromě oblasti psychoterapie Čistý jazyk nachází svoje uplatnění v koučinku, osobním rozvoji, výzkumu, kognitivní lingvistice, výchovném poradenství, v oblasti zvyšování motivace a efektivity práce, v oblasti modelování byznys procesů, podnikovém a manažerském poradenství.

## Vznik Čistého jazyka
Čisty jazyk vychází z práce Davida Grove (1950–2008), novozélandského terapeuta maorského původu. David Grove studoval na Univerzitě Canterbury, kde v roce 1972 získal bakalářský titul, postgraduální titul v oboru Business Adminstration získal na Univerzitě Otago. Ve vzdělání pokračoval ve Spojených státech na Univerzitě v Minnesotě v oboru poradenské psychologie. V průběhu osmdesátých let pracoval s klienty trpícími fobiemi, poststresovými poruchami, oběťmi incestu, násilí. Odpozoroval, že klienti přirozeně popisovali svá traumata v metaforách. Pokud se otázky směřovaly přesně k těmto metaforám, začínalo se měnit klientovo vnímání traumatu.

Na základě pozorování práce Davida Grove Penny Tompkins a James Lawley vyvinuli metodologii aplikace a vyučování této metody a rozšiřili její využití za hranice psychoterapie. Tato metodologie získala název Symbolické modelování.
"Při použití Symbolického modelování v kontextu terapie nebo koučování, rolí facilitátora je použit Čistý jazyk tak, aby klient měl možnost prozkoumat různé aspekty svého vnímání pomocí sebemodelování. Klient má za úkol zjistit, jak jím vnímané součásti pracují společně jako jediný systém, a použit získanou zpětnou vazbu v procesu neustálého učení se z vlastních zkušeností."

## Syntax a otázky Čistého jazyka
Konstrukce (syntax) otázek Čistého jazyka je podmíněna tím, aby facilitátor co nejméně používal svoje vlastní slova, která by mohla zkreslovat klientovo vnímání a pochopení, proto se v nich opakují přesná slova klienta a jsou obsažený takové dotazy, jejichž účelem je pouhé získávání doplňujících informací o tom, co klient vyslovil (nebo ukázal v případě neverbálních projevů).

### Struktura čisté otázky
I(A) (slova klienta), a když (slova klienta), čistá otázka?
V první části otázky se opakují přesná slova klienta, v druhé části (a když …) se zdůrazňují ta slova (obrazy, asociace), která se budou rozvíjet pomocí třetí části věty – tzv. čisté otázky.

### Funkce čistých otázek
1. Potvrdit prožitky klienta přesně tak, jak je popsal klient, s použitím stejných slov a gest.
2. Zaostřit pozornost klienta na některý z aspektů tohoto prožitku.
3. Položit „čistou“ otázku.

Hlavní funkcí Symbolického modelování založeného na Čistém jazyce je objevení všech relevantních informací týkajících se klientova problému, možných způsobů řešení a žádoucího výsledku, zjištění a nalezení zdrojů k realizaci potřebných kroků vedoucích k žádoucí změně. Klient prostřednictvím odpovědí na čisté otázky vytváří a zkoumá svůj osobitý model vnímání reality (metaforickou krajinu).

### Orientační algoritmus modelování
1. Čistý začátek (celková příprava, hledání vhodného místa pro klienta, pro facilitátora).
2. Schéma Problém-Řešení-Výsledek.[5] Získání informací o žádoucím výsledku, dokud se neobjeví autogenní metafora.
3. Autogenní metafora: zjištění vlastností, lokalizace a názvu.
4. Rozvíjení každého symbolu, nalezení zdrojů (rezerv) a soustředění klientovy pozornosti.
5. Zjištění souvislostí mezi symboly, vytvoření metaforické krajiny.
6. Zkoumání modelu, hledání zdrojů změny.
7. Ověření podmínek, které mohou vést ke změnám.
8. Ověření toho, jak tyto změny souvisí s žádoucím výsledkem.

## Metody vycházející z Čistého jazyka

### Čistý prostor (Clean Space)
Čistý prostor je způsob modelování (sebemodelování) klienta v procesu hledání řešení, které je přeneseno do fyzického prostoru. Stejně jako Čistý jazyk, který leží v základu této prostorové metody, Čistý prostor je metoda zaměřená na informace. Tento způsob práce se opírá o teorii informačního pole, teorii komplexních a samoorganizujících se systémů, o poznatky kognitivní sémantiky.

### Emergentní poznání (Emergent Knowledge)
Emergentní poznání bylo poslední etapou práce Davida Grove. Jeho vznik vycházel z úvah, kam "odchází (nebo se obrací)" klienti v momentě, kdy se disociují s traumatem (tj. kdy v okamžiku traumatu jakási jejich část "zmrzne" a "oddělí se" ve snaze se ubránit, nebo ochránit v ten okamžik a do budoucna). Tato část není zcela ztracená, ztracen a/nebo zablokován bývá přístup k těmto informacím, přičemž samotné informace zcela jistě i nadále zaujímají svoje místo v psychoaktivním prostoru klienta. Princip prostorového uspořádání psychologických informací klienta a teorii znalostního (in-formačního) pole se využívá v Čistém prostoru. Metoda Emergentního poznání jde dál – zkoumá propojení informačních uzlů v systému klientova světonázoru a pracuje s jejími vrstvami, přičemž nachází přístup ke klíčovým informacím ukrytým hluboko v podvědomí klienta. V základu metody Emergentního poznání leží zkoumání psychoaktivního prostoru klienta pokládáním opakovaných otázek minimálně šestkrát.